# ديسكوغرافيا بريتني سبيرز
ديسكوغرافيا الفنانة الأمريكية بريتني سبيرز يتكون من 9 ألبومات إستديو، 7 ألبومات تجميعية، 42 أغنية منفردة و6 ألبومات فيديو. في 1997، سجلت سبيرز عقداًَ مع تسجيلات جايف وأصدرت ألبومها الاستوديو الأول ...حبيبي مرة أخرى في يناير 1999، وشوهد بأربعة عشر أسطوانة بلاتينية في الولايات المتحدة. يحوي الألبوم الأغنية الناجحة عالمياً «...حبيبي مرة أخرى»، التي اعتلت قائمة الأغاني في أمريكا والمملكة المتحدة، وأيضاً أغاني «(أنت تجعلني) مجنونة» و«ولدت لأسعدك».
بعد ستة عشر شهراً، أصدرت سبيرز ألبومها الثاني أوبس!... فعلتها مرة ثانية، الذي أصبح أسرع مبيعات لألبوم فنانة في تاريخ الولايات المتحدة، ببيعه 1.3 مليون نسخة في أسبوعه الأول قبل أن تكسر المغنية البريطانية أديل هذا الرقم القياسي بألبومها "25", وشوهد بعشرة أسطوانات بلاتينية في الولايات المتحدة. أصدر الألبوم ثلاثة هيتات: «أوبس!... فعلتها مرة ثانية»، «محظوظة» و«أقوى». في نوفمبر 2001، أصدرت سبيرز ألبومها الحامل لاسمها الذي أصدر أغنية «أنا عبدة لك» التي أصبحت هيت في أنحاء العالم، وشهدت الأغنية تحول أسلوب سبيرز من بوب المراهقين إلى البوب الراقص والمديني. أصدرت بعدها سبيرز ألبوم في المنطقة وأطلق من الألبوم أغنية «سام» التي نجحت حققت المركز الأول وأكسبت سبيرز جائزتها الغرامي الأولى. وصف النقاد الألبوم بأنه ألبوم مغامر بسبب ظهور أنواع مختلفة من الأنماط الموسيقية فيه.
بعد أربعة ألبومات ستوديو، أصدرت سبيرز أول ألبوم تجميعي لأفضل الأعمال في نوفمبر 2004. في أكتوبر 2007، أصدرت سبيرز ألبومها الخامس تعتيم، الذي صدر منه الأغاني الناجحة: "أعطني أكثر"، "مقاتلتي"، "اكسر الجليد" و"رادار". بعد ذلك بسنة، صدر ألبوم سيرك، الذي صدر منه الهيتات "زير نساء"، سيرك" و"إذا كنت تبحث عن آيمي". في أواخر 2009، أصدرت سبيرز أغنية منفردة جديدة "3" الذي لحقها ألبومها الثاني المخصص لأفضل الأعمال.
في 2011, أصدرت سبيرز ألبومها الستوديو السابع «فيم فيتال (المرأة الخطرة)» الذي حقق المركز الأول في الولايات المتحدة وعدة دول، وأغنية «تمسكه عني» الذي أصبحت #1 في قائمة البيبلورد لتصبح سبيرز أول مغنية تملك 3 أغاني #1 في ثلاثة عقود مختلفة، وفي 2013 أصدرت ألبومها الثامن «بريتني جين» وكانت أول أغنية منفردة منه بعنوان «Work Bitch» ونجحت نجاحاً عالمياً، وفي 2016 أصدرت ألبومها التاسع «قلوري» الذي احتوى الأغاني المنفردة «ميك مي» و «سلمبر بارتي».
باعت سبيرز أكثر من 100 مليون أسطوانة حول العالم. كما أنها مبيعاتها مصنفة كثامن أفضل مبيعات لفنانة في الولايات مع 34 مليون ألبوم بشهادة في أمريكا، ومبيعاتها هي الأعلى بالنسبة لفنانة في الولايات المتحدة في عقد 2000. سبيرز أيضاً أنجح مراهقة في العالم مع أكثر من 37 مليون ألبوم مباع قبل بلوغها العشرين عاماً، أي في عامين فقط.

## الألبومات

### الإستديو
| الاسم                                             | معلومات الألبوم                                 | ذروة مواقع السباق | ذروة مواقع السباق | ذروة مواقع السباق | ذروة مواقع السباق | ذروة مواقع السباق | ذروة مواقع السباق | ذروة مواقع السباق | ذروة مواقع السباق | ذروة مواقع السباق | ذروة مواقع السباق | الشهادات | المبيعات                                                                                    |
| الاسم                                             | معلومات الألبوم                                 | [ 9 ]             | [ 10 ]            | [ 9 ]             | [ 11 ]            | [ 12 ]            | [ 13 ]            | [ 14 ] [ 15 ]     | [ 16 ]            | [ 17 ]            | المملكة المتحدة   | الشهادات | المبيعات                                                                                    |
| ------------------------------------------------- | ----------------------------------------------- | ----------------- | ----------------- | ----------------- | ----------------- | ----------------- | ----------------- | ----------------- | ----------------- | ----------------- | ----------------- | --- | ------------------------------------------------------------------------------------------- |
| ...حبيبي مرة أخرى ...Baby One More Time           | - الإصدار: 12 يناير، 1999 - شركة الإنتاج: جايف  | 1                 | 2                 | 1                 | 4                 | 1                 | 6                 | 9                 | 3                 | 1                 | 2                 | - : 14× أسطوانة بلاتينية - 4× أسطوانة بلاتينية - : أسطوانة ألماسية - : 3× أسطوانة ذهبية - : 3× أسطوانة بلاتينية - : 4× أسطوانة بلاتينية                                                                                 | - : 25,000,000 - : 13,000,000 - كندا: 922,820 - فرنسا: 626,000 - المملكة المتحدة: 1,200,000 |
| أوبس!... فعلتها مرة ثانية Oops!... I Did It Again | - الإصدار: 16 مايو، 2000 - شركة الإنتاج: جايف   | 1                 | 2                 | 1                 | 1                 | 1                 | 3                 | 4                 | 1                 | 1                 | 2                 | - : 10× أسطوانة بلاتينية - : 3× أسطوانة بلاتينية - : 5× أسطوانة بلاتينية - : 3× أسطوانة بلاتينية - : 3× أسطوانة بلاتينية - : 4× أسطوانة بلاتينية                                                                        | - : 20,000,000 - : 10,411,000 - كندا: 922,820 - فرنسا: 626,000 - المملكة المتحدة: 1,200,000 |
| بريتني Britney                                    | - الإصدار: 6 نوفمبر، 2001 - شركة الإنتاج: جايف  | 1                 | 4                 | 1                 | 2                 | 1                 | 3                 | 4                 | 11                | 1                 | 4                 | - : 4× أسطوانة بلاتينية - : 2× أسطوانة بلاتينية - : 3× أسطوانة بلاتينية - : أسطوانة بلاتينية - : أسطوانة بلاتينية - : 2× أسطوانة بلاتينية                                                                               | - : 15,000,000 - : 4,988,000 - كندا: 316,944 - فرنسا: 396,900 - المملكة المتحدة: 459,500    |
| في المنطقة In the Zone                            | - الإصدار: 1 نوفمبر، 2003 - شركة الإنتاج: جايف  | 1                 | 10                | 2                 | 1                 | 2                 | 3                 | 3                 | 9                 | 6                 | 13                | - : 2× أسطوانة بلاتينية - : أسطوانة بلاتينية - : 3× أسطوانة بلاتينية - : أسطوانة ذهبية - : أسطوانة بلاتينية - : أسطوانة بلاتينية                                                                                        | - : 10,000,000 - : 3,000,000 - المملكة المتحدة: 534,000                                     |
| تعتيم Blackout                                    | - الإصدار: 30 أكتوبر، 2007 - شركة الإنتاج: جايف | 2                 | 3                 | 1                 | 2                 | 10                | 1                 | 4                 | 14                | 4                 | 2                 | - : 2× أسطوانة بلاتينية - : أسطوانة بلاتينية - : أسطوانة ذهبية | - : 3,100,000 - : 1,000,000                                                                 |
| سيرك Circus                                       | - الإصدار: 2 ديسمبر، 2008 - شركة الإنتاج: جايف  | 1                 | 3                 | 1                 | 3                 | 9                 | 2                 | 5                 | 10                | 1                 | 4                 | - : أسطوانة بلاتينية - : 3× أسطوانة بلاتينية - : أسطوانة ذهبية - : أسطوانة بلاتينية | - : 4,500,000 - : 1,700,000                                                                 |
| فيم فيتال (المرأة الخطرة) Femme Fatale            | - الإصدار: 25 مارس، 2011 - شركة الانتاج: جايف   | 1                 | 1                 | 1                 | 4                 | 10                | 4                 | 3                 | 5                 | 2                 | 8                 | - سويسرا: أسطوانة ذهبية - أمريكا: أسطوانة بلاتينية - استراليا: 2× أسطوانة بلاتينية - ألمانيا: أسطوانة ذهبية - بريطانيا: أسطوانة بلاتينية - ايرلندا: أسطوانة بلاتينية - كندا: 3× أسطوانة بلاتينية - فرنسا: أسطوانة ذهبية | - أمريكا: 794,000                                                                           |
| بريتني جين Britney Jean                           | - الإصدار: 29 نوفمبر، 2013 - شركة الانتاج: جايف | 4                 | 12                | 7                 | 21                | 20                | 15                | 22                | 28                | 9                 | 34                | - كندا: أسطوانة ذهبية | أمريكا: 272,000                                                                             |
| المجد Glory                                       | - الإصدار: 26أغسطس، 2016 - شركة الانتاج: جايف   | 3                 | 4                 | 4                 | 6                 | 3                 | 1                 | 8                 | 12                | 4                 | 2                 | | فرنسا: 10,000                                                                               |

### التجميعية
| الاسم                                                                 | معلومات الألبوم                                 | ذروة مواقع السباق | ذروة مواقع السباق | ذروة مواقع السباق | ذروة مواقع السباق | ذروة مواقع السباق | ذروة مواقع السباق | ذروة مواقع السباق | ذروة مواقع السباق | ذروة مواقع السباق | ذروة مواقع السباق | الشهادات | المبيعات                    |
| الاسم                                                                 | معلومات الألبوم                                 | [ 9 ]             | [ 10 ]            | [ 9 ]             | [ 11 ]            | [ 12 ]            | [ 13 ]            | اليابان           | [ 16 ]            | [ 17 ]            | المملكة المتحدة   | الشهادات | المبيعات                    |
| --------------------------------------------------------------------- | ----------------------------------------------- | ----------------- | ----------------- | ----------------- | ----------------- | ----------------- | ----------------- | ----------------- | ----------------- | ----------------- | ----------------- | --- | --------------------------- |
| أفضل الأعمال: امتيازي Greatest Hits: My Prerogative                   | - الإصدار: 9 نوفمبر، 2004 - شركة الإنتاج: جايف  | 4                 | 4                 | 3                 | 1                 | 4                 | 1                 | 1                 | 7                 | 6                 | 2                 | - : أسطوانة بلاتينية - : 2× أسطوانة بلاتينية - : أسطوانة ذهبية - : 2× أسطوانة بلاتينية - : أسطوانة بلاتينية | - : 5,000,000 - : 1,387,000 |
| بـ في إعادة التلحين: الأغاني المعاد تلحينها B in the Mix: The Remixes | - الإصدار: 22 نوفمبر، 2005 - شركة الإنتاج: جايف | 134               | —                 | —                 | 32                | —                 | —                 | 25                | —                 | —                 | 98                | | - : 103,000                 |
| مجموعة الفرديات The Singles Collection                                | - الإصدار: 10 نوفمبر، 2009 - شركة الإنتاج: جايف | 22                | 23                | 19                | —                 | 80                | 30                | 8                 | 77                | 51                | 38                | - : أسطوانة ذهبية                                                                                           | - : 153,000                 |
| "—" تشير إلى أن الألبوم لم يحرز مركزاً أو لم يتم إصداره في المنطقة.    |                                                 |                   |                   |                   |                   |                   |                   |                   |                   |                   |                   | |                             |

### الفيديو والحية
- 1999: وقت مستقطع مع بريتني سبيرز Time Out with Britney Spears
- 2000: مباشر وأكثر! Live and More!
- 2001: بريتني: الفيديوات Britney: The Videos
- 2002: مباشر من لاس فيغاس Live from Las Vegas
- 2004: في المنطقة In the Zone (دي في دي)
- 2004: أفضل الأعمال: امتيازي Greatest Hits: My Prerogative (دي في دي)

## الأغاني المنفردة
| الاسم                                                              | السنة | ذروة مواقع السباق | ذروة مواقع السباق | ذروة مواقع السباق | ذروة مواقع السباق | ذروة مواقع السباق | ذروة مواقع السباق | ذروة مواقع السباق | ذروة مواقع السباق | ذروة مواقع السباق | ذروة مواقع السباق | الشهادات | الألبوم                   |
| الاسم                                                              | السنة | [ 9 ]             | [ 10 ]            | [ 9 ]             | [ 11 ]            | [ 48 ]            | [ 13 ]            | [ 49 ]            | [ 50 ]            | [ 17 ]            | ]                 | الشهادات |                           |
| ------------------------------------------------------------------ | ----- | ----------------- | ----------------- | ----------------- | ----------------- | ----------------- | ----------------- | ----------------- | ----------------- | ----------------- | ----------------- | --- | ------------------------- |
| "...حبيبي مرة أخرى ...Baby One More Time"                          | 1998  | 1                 | 1                 | 1                 | 1                 | 1                 | 1                 | 1                 | 1                 | 1                 | 1                 | - : أسطوانة بلاتينية - : 3× أسطوانة بلاتينية - : أسطوانة بلاتينية - : 3× أسطوانة ذهبية - : 2× أسطوانة بلاتينية | ...حبيبي مرة أخرى         |
| "أحياناً Sometimes"                                                 | 1999  | 21                | 2                 | —                 | 13                | 6                 | 5                 | 1                 | 1                 | 7                 | 3                 | - : أسطوانة بلاتينية - : أسطوانة فضية - : أسطوانة ذهبية                                                        | ...حبيبي مرة أخرى         |
| "(أنت تجعلني) مجنونة (You Drive Me) Crazy"                         | 1999  | 10                | 12                | 13                | 2                 | 4                 | 3                 | 2                 | 5                 | 4                 | 5                 | - : أسطوانة بلاتينية - : أسطوانة ذهبية - : أسطوانة ذهبية - : أسطوانة فضية                                      | ...حبيبي مرة أخرى         |
| "ولدت لأسعدك Born to Make You Happy"                               | 1999  | —                 | —                 | 21                | 9                 | 3                 | 1                 | 6                 | —                 | 3                 | 1                 | - : أسطوانة فضية - : أسطوانة ذهبية - : أسطوانة فضية                                                            | ...حبيبي مرة أخرى         |
| "من قاع قلبي المحطم From the Bottom of My Broken Heart"            | 1999  | 14                | 37                | —                 | —                 | —                 | —                 | —                 | 23                | —                 | —                 | - : أسطوانة بلاتينية                                                                                           | ...حبيبي مرة أخرى         |
| "أوبس!... فعلتها مرة ثانية Oops!...I Did It Again"                 | 2000  | 9                 | 1                 | 4                 | 4                 | 2                 | 2                 | 1                 | 1                 | 1                 | 1                 | - : أسطوانة بلاتينية - : أسطوانة ذهبية - : أسطوانة ذهبية - : أسطوانة ذهبية                                     | أوبس!... فعلتها مرة ثانية |
| "محظوظة Lucky"                                                     | 2000  | 23                | 3                 | —                 | 16                | 1                 | 2                 | 4                 | 4                 | 1                 | 5                 | - : أسطوانة بلاتينية - : أسطوانة ذهبية - : أسطوانة فضية                                                        | أوبس!... فعلتها مرة ثانية |
| "أقوى Stronger"                                                    | 2000  | 11                | 13                | 9                 | 20                | 4                 | 6                 | 12                | 15                | 6                 | 7                 | - : أسطوانة ذهبية - : أسطوانة ذهبية - : أسطوانة فضية - : أسطوانة ذهبية                                         | أوبس!... فعلتها مرة ثانية |
| "لا تجعلني آخر من يعلم Don't Let Me Be the Last to Know"           | 2001  | —                 | —                 | 34                | 27                | 12                | 12                | 21                | —                 | 9                 | 12                | | أوبس!... فعلتها مرة ثانية |
| "أنا عبدة لك I'm a Slave 4 U"                                      | 2001  | 27                | 7                 | 8                 | 8                 | 3                 | 6                 | 9                 | 13                | 7                 | 4                 | - : أسطوانة ذهبية - : أسطوانة فضية                                                                             | بريتني                    |
| "محمية زيادة عن اللزوم Overprotected"                              | 2001  | 86                | 16                | 22                | 15                | —                 | 9                 | 12                | —                 | —                 | 4                 | - : أسطوانة ذهبية - : أسطوانة فضية                                                                             | بريتني                    |
| "أنا لست فتاة، لست امرأة بعد I'm Not a Girl, Not Yet a Woman"      | 2002  | —                 | 7                 | —                 | 25                | 10                | 3                 | 9                 | 40                | 16                | 2                 | - : أسطوانة ذهبية                                                                                              | بريتني                    |
| "أحب الروك آند رول I Love Rock 'n' Roll"                           | 2002  | —                 | 13                | 33                | —                 | 7                 | 8                 | 18                | —                 | 15                | 13                | - : أسطوانة ذهبية                                                                                              | بريتني                    |
| "صبية Boys" (مع فاريل ويليامز)                                     | 2002  | —                 | 14                | 21                | 55                | 19                | 10                | 13                | 39                | 20                | 7                 | - : أسطوانة ذهبية                                                                                              | بريتني                    |
| "أنا في قتال مع الموسيقى Me Against the Music" (مع مادونا)         | 2003  | 35                | 1                 | 2                 | 11                | 11                | 1                 | 5                 | 13                | 4                 | 2                 | - : أسطوانة بلاتينية                                                                                           | في المنطقة                |
| "سام Toxic"                                                        | 2004  | 9                 | 1                 | 1                 | 3                 | 4                 | 1                 | 6                 | 2                 | 4                 | 1                 | - : أسطوانة ذهبية - : أسطوانة بلاتينية - : أسطوانة فضية - : أسطوانة فضية                                       | في المنطقة                |
| "كل مرة Everytime"                                                 | 2004  | 15                | 1                 | 2                 | 2                 | 4                 | 1                 | 4                 | —                 | 6                 | 1                 | - : أسطوانة ذهبية - : أسطوانة ذهبية - : أسطوانة فضية                                                           | في المنطقة                |
| "شنيع Outrageous"                                                  | 2004  | 79                | —                 | —                 | —                 | —                 | —                 | —                 | —                 | —                 | —                 | | في المنطقة                |
| "امتيازي My Prerogative"                                           | 2004  | —                 | 7                 | —                 | 18                | 3                 | 1                 | 10                | 17                | 4                 | 3                 | - : أسطوانة ذهبية                                                                                              | أفضل الأعمال: امتيازي     |
| "افعل شيئاً Do Somethin'"                                           | 2005  | 100               | 8                 | —                 | 70                | 18                | 4                 | 13                | —                 | 11                | 6                 | - : أسطوانة ذهبية                                                                                              | أفضل الأعمال: امتيازي     |
| "في يوم من الأيام (سأفهم) Someday (I Will Understand)"             | 2005  | —                 | —                 | —                 | —                 | 22                | —                 | 36                | —                 | 8                 | —                 | | بريتني وكيفين: مشوش       |
| "أعطني أكثر Gimme More"                                            | 2007  | 3                 | 3                 | 1                 | 5                 | 7                 | 2                 | 35                | 15                | 4                 | 3                 | - : أسطوانة بلاتينية - : أسطوانة ذهبية - : 2× أسطوانة بلاتينية                                                 | تعتيم                     |
| "مقاتلتي Piece of Me"                                              | 2007  | 18                | 2                 | 5                 | —                 | 7                 | 1                 | 41                | 4                 | 19                | 2                 | - : أسطوانة بلاتينية - : أسطوانة بلاتينية - : أسطوانة بلاتينية                                                 | تعتيم                     |
| "اكسر الجليد Break the Ice"                                        | 2008  | 43                | 23                | 9                 | —                 | 25                | 7                 | 61                | 24                | 63                | 15                | | تعتيم                     |
| "زير نساء Womanizer"                                               | 2008  | 1                 | 5                 | 1                 | 1                 | 4                 | 2                 | 8                 | 9                 | 2                 | 3                 | - : أسطوانة بلاتينية - : أسطوانة فضية                                                                          | سيرك                      |
| "سيرك Circus"                                                      | 2008  | 3                 | 6                 | 2                 | —                 | 11                | 12                | 41                | 4                 | 19                | 13                | - : أسطوانة بلاتينية                                                                                           | سيرك                      |
| "إذا كنت تبحث عن آيمي If U Seek Amy"                               | 2009  | 19                | 11                | 13                | —                 | 36                | 11                | 63                | 17                | 61                | 20                | - : أسطوانة ذهبية                                                                                              | سيرك                      |
| "رادار Radar"                                                      | 2009  | 88                | 46                | 53                | —                 | —                 | 32                | —                 | 32                | —                 | 46                | | سيرك                      |
| "3"                                                                | 2009  | 1                 | 6                 | 1                 | —                 | 18                | 7                 | 57                | 12                | 8                 | 7                 | - : أسطوانة بلاتينية - : 2× أسطوانة بلاتينية                                                                   | مجموعة الفرديات           |
| المركز الأول                                                       |       | 3                 | 5                 | 5                 | 2                 | 1                 | 7                 | 3                 | 3                 | 3                 | 5                 | |                           |
| مركزاً في أفضل عشرة                                                 |       | 8                 | 16                | 13                | 9                 | 16                | 22                | 13                | 8                 | 17                | 20                | |                           |
| مركزاً في أفضل عشرين                                                |       | 13                | 22                | 15                | 15                | 22                | 25                | 17                | 16                | 22                | 25                | |                           |
| مركزاً في أفضل أربعين                                               |       | 17                | 24                | 20                | 17                | 25                | 26                | 21                | 21                | 23                | 25                | |                           |
| "—" تشير إلى أن الألبوم لم يحرز مركزاً أو لم يتم إصداره في المنطقة. |       |                   |                   |                   |                   |                   |                   |                   |                   |                   |                   | |                           |